# Križovany nad Dudváhom
Križovany nad Dudváhom (Hongaars: Vágkeresztúr) is een Slowaakse gemeente in de regio Trnava, en maakt deel uit van het district Trnava.
Križovany nad Dudváhom telt 1.843 inwoners.